# ティーアガルテン
ティーアガルテン (Tiergarten)
1. ティーアガルテン (Tiergarten) - ドイツ語で（小型の）動物園のこと。
2. ティーアガルテン地区 (Ortsteil Tiergarten) - ベルリン・ミッテ区 (Bezirk Mitte) に含まれる一地区。2001年の合併により現ミッテ区に吸収された旧ティーアガルテン区の一部に相当する。

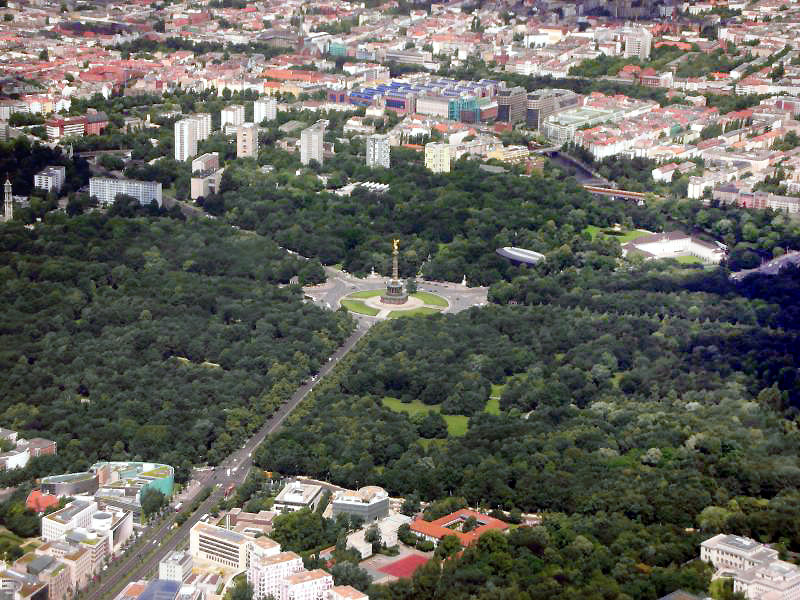
大ティーアガルテンの空撮

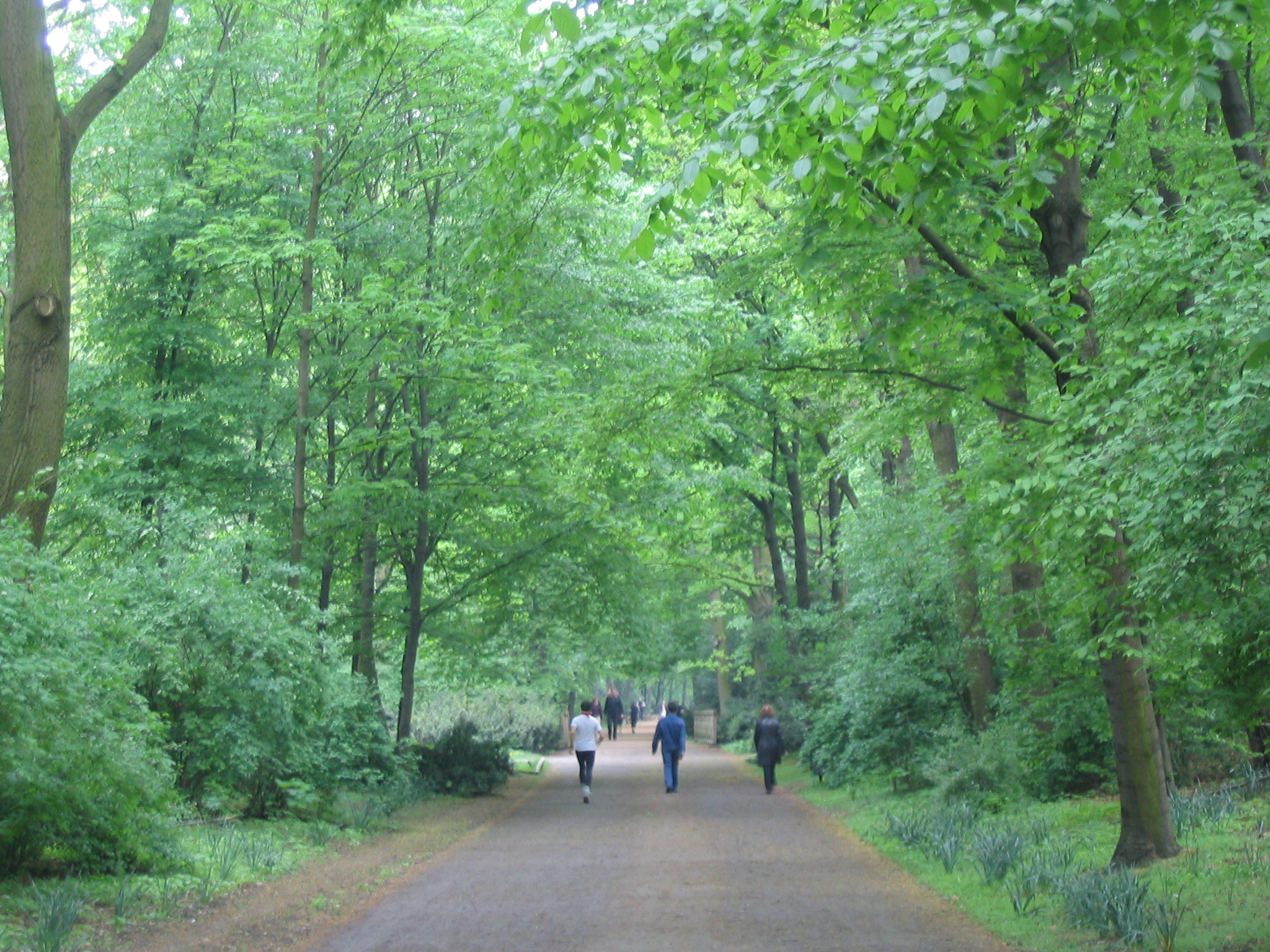
大ティーアガルテンの歩道

3. 大ティーアガルテン (Großer Tiergarten) - ベルリン・ミッテ区ティーアガルテン地区にある広大な公園。本項ではこれについて記述する。
4. 小ティーアガルテン (Kleiner Tiergarten) - ベルリン・ミッテ区モアビート地区にある公園。

大ティーアガルテン (ドイツ語: Großer Tiergarten) は、ベルリン中心部、ミッテ区のティーアガルテン地区に位置する広大な公園。総面積は210ヘクタール。
単に「ティーアガルテン」といった場合には、この大ティーアガルテンのことを指す場合が多いが、同じくミッテ区のモアビート地区にもティーアガルテンという名の公園があるため、ティーアガルテン地区のものには「大」を、モアビート地区のものには「小」を冠して区別している。
かつては王家の狩猟場だった。1818年からと1832年 - 1840年の2回、造園家ペーター・ヨーゼフ・レンネによって現在の形に整備される。中心部に戦勝記念塔が建ち、公園内を6月17日通りが通る。西にエルンスト・ロイター広場、南西にベルリン動物園、東にブランデンブルク門がある。

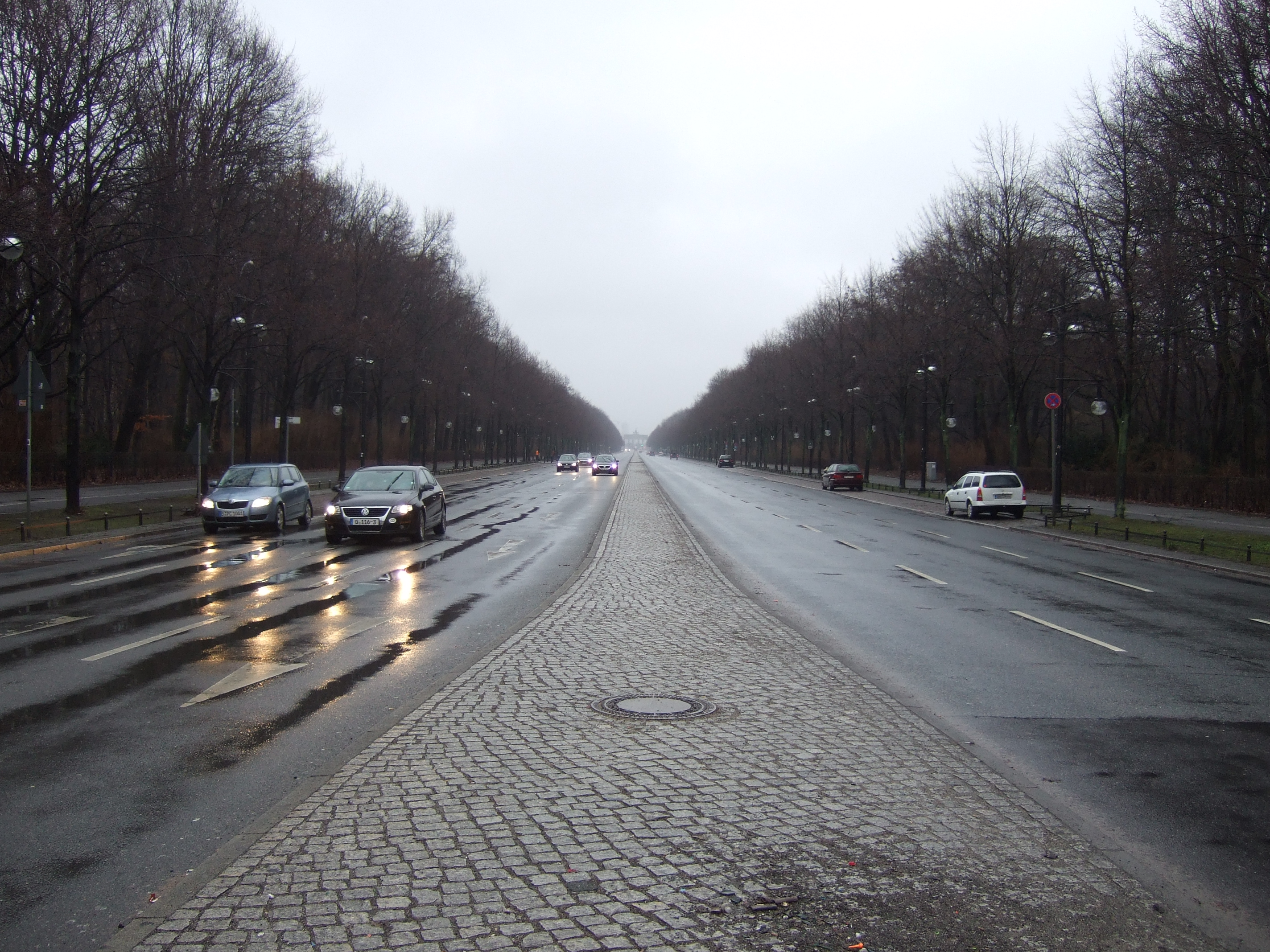
遠方にブランデンブルク門

戦勝記念塔より望むパノラマ